# 美國誠實公司
美國誠實公司（英語：The Honest Company），在2011年，由美國荷里活影星潔西卡·艾巴、布萊恩·李（首席執行官）、克里斯托爾．加里根（Christopher Gavigan）和西恩．蘭納（Sean Kane）於洛杉磯成立一家私營網上消費品企業，前身為「Honest.com」。
而主要業務是美國、韓國、加拿大、英國、澳大利亞、中國等國家銷售，以及生產自家無毒產品用品，包括日用品、嬰兒產品等，估值達至1億美元，5家私募公司Wellington Management Company、ICONIQ Capital、General Catalyst Partners、Institutional Venture Partners和Lightspeed Venture Partners等投資該公司企業，合共漲值7000萬美元。
到了2015年5月，《福布斯》刊發50位美國最富有白手興家女性排行榜。該公司創辦人潔西卡·艾巴據身家達至2億美元，但仍然繼續遠赴韩国的首爾市出席公司活動。

## 外部連結
- honest.com （页面存档备份，存于）